# Božo Vuletić
Božo Vuletić (ur. 1 lipca 1958 w Dubrowniku) – chorwacki piłkarz wodny. W barwach Jugosławii złoty medalista olimpijski z Los Angeles.
Mierzący 186 cm wzrostu zawodnik w 1984 wspólnie z kolegami triumfował w rywalizacji waterpolistów, była to jego jedyna olimpiada. Reprezentował klub Jug z miasta swego urodzenia. W reprezentacji Jugosławii zagrał 59 razy.